# Righteous Brothers
The Righteous Brothers var en amerikansk popduo, der bestod af Bill Medley og Bobby Hatfield. Duoen fik sit gennembrud med "You've Lost That Lovin' Feelin'" i 1965, produceret af Phil Spector og hittede året efter med en coverversion af "Unchained Melody".
Duoen blev dannet i 1962 i Californien og et prominent eksmepel på såkaldt blue-eyed soul, dvs. hvide musikere, der fremfører soul inspireret af sorte musikere. I slutningen af 1960'erne gik gruppen hvert til sit og påbegyndte mindre vellykkede solokarrierer. De blev genforenet i 1974 og var aktive som gruppe frem til Hatfields død i november 2003.
I 2003 blev de optaget i Rock and Roll Hall of Fame.
| Musikgruppe | Spire Denne artikel om en amerikansk musikgruppe er en spire som bør udbygges. Du er velkommen til at hjælpe Wikipedia ved at udvide den. |